# 尾上左近 (3代目)
三代目 尾上左近（さんだいめ おのえ さこん、2006年〈平成18年〉1月20日 - ）は、歌舞伎役者、俳優。屋号は音羽屋。定紋は四ツ輪に抱き柏。歌舞伎名跡「尾上左近」の当代。本名は、藤間大河。
父は四代目尾上松緑、祖父は初代尾上辰之助。
2014年6月1日(日) 東京・歌舞伎座にて、父・四代目尾上松緑の初名『尾上左近』を三代目として襲名し初舞台を行なった 。
2015年9歳当時には、将来演じたい役は丸橋忠弥と語っていた。。
2016年夏頃に両親が離婚した為、歌舞伎役者としての師匠でもある実父・四代目松緑とは別居となり、それ以降は母や姉と生活を共にしている（子供2人の親権は母が持つ）。
2022年1月に高校1年生で取材を受けると、歌舞伎役者を志す理由を「創作の世界ですが、自分があるキャラクター（役）となって人に楽しさや感動を与えられることがすばらしいと思うからです」と回答した。

## 略歴
- 2006年1月20日、四代目尾上松緑・（宝塚歌劇団雪組娘役の元女優）珠希かほ夫妻の第2子、長男として誕生。
- 2009年10月、歌舞伎座『歌舞伎座さよなら公演　芸術祭十月大歌舞伎』昼の部「音羽嶽だんまり（おとわがたけ だんまり）」の『稚児音若』にて、藤間大河の名で初お目見得[12] [13]。
- 2014年3月27日、歌舞伎座、公益社団法人日本俳優協会主催『第37回 俳優祭』4つ目の演し物「鈴ヶ森錦繍雲駕（すずがもり にしきの くもかご）」の『幡随院長兵衛』にて、藤間大河の名では最後の出演[14] [15]。
- 2014年6月、歌舞伎座『六月大歌舞伎』夜の部「倭仮名在原系図（やまとがな ありわら けいず）　蘭平物狂」の『蘭平一子繁蔵』にて、三代目尾上左近を名のり初舞台[16] [17] [18]。

## 受賞歴
- 国立劇場特別賞
  - 2011年7月『義経千本桜』渡海屋・大物浦の娘お安実は安徳帝
  - 2013年1月『夢市男達競（ゆめのいちおとこ だてくらべ）』市郎兵衛倅市松
  - 2017年11月『沓掛時次郎』三蔵倅太郎吉
- 国立劇場奨励賞
  - 2020年1月『菊一座令和仇討』万寿君源頼家
  - 2022年1月『南総里見八犬伝』犬江親兵衛仁（いぬえ しんべえ まさし）[19]

## 出演

### テレビ
- プレミアムシアター『夢市男達競』（NHK BSプレミアム，2013年2月4日放送｜2013年1月 国立劇場・初春歌舞伎公演より収録[20]）
- プレミアムステージ『歌舞伎　南総里見八犬伝』（NHK BSプレミアム，初回放送:2022年2月6日(日)23:20 - 25:54｜2022年1月 国立劇場・初春歌舞伎公演より収録[21]）